# Blajiivka, Kozeatîn
Blajiivka (în ucraineană Блажіївка) este un sat în comuna Dubovi Maharînți din raionul Kozeatîn, regiunea Vinnița, Ucraina.

## Demografie
Componența lingvistică a localității Blajiivka
     Ucraineană (98,26%)
     Rusă (1,52%)
     Alte limbi (0,22%)
Conform recensământului din 2001, majoritatea populației localității Blajiivka era vorbitoare de ucraineană (98,26%), existând în minoritate și vorbitori de rusă (1,52%).